# Kumtjärnen (Ljusdals socken, Hälsingland, 686919-151645)
Kumtjärnen är en sjö i Ljusdals kommun i Hälsingland och ingår i Ljusnans huvudavrinningsområde. Sjön har en area på 0,0602 kvadratkilometer och ligger 363,2 meter över havet.

## Delavrinningsområde
Kumtjärnen ingår i det delavrinningsområde (687518-150761) som SMHI kallar för Utloppet av Storsjön. Medelhöjden är 234 meter över havet och ytan är 109,43 kvadratkilometer. Räknas de 81 avrinningsområdena uppströms in blir den ackumulerade arean 917,18 kvadratkilometer. Sillerboån (Väljeån) som avvattnar avrinningsområdet har biflödesordning 2, vilket innebär att vattnet flödar genom totalt 2 vattendrag innan det når havet efter 137 kilometer. Avrinningsområdet består mestadels av skog (67 procent). Avrinningsområdet har 26,63 kvadratkilometer vattenytor vilket ger det en sjöprocent på 24,3 procent.